# Gunter Schmieder
Gunter Schmieder (ur. 27 lipca 1957 w Marienbergu) – niemiecki kombinator norweski reprezentujący NRD, złoty medalista mistrzostw świata oraz dwukrotny złoty medalista mistrzostw świata juniorów.

## Kariera
Pierwszym sukcesem w karierze Schmiedera było wywalczenie złotego medalu na Mistrzostwach Świata Juniorów w Libercu w 1976 roku. Sukces ten Niemiec powtórzył także rok później podczas mistrzostw świata juniorów w Sainte-Croix. W 1978 roku wystartował na mistrzostwach świata w Lahti, gdzie był trzeci po skokach, lecz na trasie biegu nie obronił tej pozycji i ostatecznie zawody ukończył na piątym miejscu. Dwa lata później, podczas igrzysk olimpijskich w Lake Placid, uzyskał jedenasty wynik na skoczni i w biegu, co dało mu ósme miejsce w całych zawodach.
Największy sukces osiągnął dwa lata później, kiedy na mistrzostwach świata w Oslo wspólnie z Konradem Winklerem i Uwe Dotzauerem zdobył złoty medal w zawodach drużynowych. Niemcy wygrali konkurs skoków i prowadzenie to obronili w biegu, zdobywając tytuł pierwszych w historii drużynowych mistrzów świata. Na tych samych mistrzostwach zajął ponownie piąte miejsce indywidualnie, uzyskując przy tym trzeci czas w biegu spośród wszystkich zawodników.
W Pucharze Świata zadebiutował w pierwszych w historii zawodach tego cyklu, rozegranych 17 grudnia 1983 roku w Seefeld, w których zajął trzecie miejsce. W pozostałych zawodach sezonu 1983/1984 jeszcze dwukrotnie plasował się w czołowej dziesiątce, ale na podium już nie stawał. W klasyfikacji generalnej dało mu to piętnaste miejsce. W lutym 1984 roku wystąpił na igrzyskach olimpijskich w Sarajewie, gdzie był czwarty na skoczni, ale w biegu zajął dopiero 24. miejsce i cały konkurs zakończył na 15. pozycji. Ponadto na Mistrzostwach Świata w Rovaniemi w 1984 roku był czwarty w sztafecie.

## Osiągnięcia

### Igrzyska olimpijskie
| Miejsce | Dzień     | Rok  | Miejscowość | Konkurencja              | Wynik zwycięzcy | Strata      | Zwycięzca      |
| ------- | --------- | ---- | ----------- | ------------------------ | --------------- | ----------- | -------------- |
| 5.      | 19 lutego | 1980 | Lake Placid | Indywidualnie K-90/15 km | 432.200 pkt     | -13.785 pkt | Ulrich Wehling |
| 7.      | 12 lutego | 1984 | Sarajewo    | Indywidualnie K-90/15 km | 422.595 pkt     | -24.815 pkt | Tom Sandberg   |

### Mistrzostwa świata
| Miejsce | Dzień     | Rok  | Miejscowość | Konkurencja              | Wynik zwycięzcy | Strata     | Zwycięzca      |
| ------- | --------- | ---- | ----------- | ------------------------ | --------------- | ---------- | -------------- |
| 5.      | 19 lutego | 1978 | Lahti       | Indywidualnie K-90/15 km | 435.24 pkt      | -11.76 pkt | Konrad Winkler |
| 5.      | 19 lutego | 1982 | Oslo        | Indywidualnie K-90/15 km | 426.600 pkt     | -4.280 pkt | Tom Sandberg   |
| 1.      | 26 lutego | 1982 | Oslo        | Sztafeta K-90/3x5 km     | 1295.92 pkt     | -          | -              |
| 4.      | 18 marca  | 1984 | Rovaniemi   | Sztafeta K-90/3x5 km     | 1189.46 pkt     | -21.36 pkt | Norwegia       |

### Mistrzostwa świata juniorów
| Miejsce | Dzień     | Rok  | Miejscowość  | Konkurencja              | Wynik zwycięzcy | Strata | Zwycięzca |
| ------- | --------- | ---- | ------------ | ------------------------ | --------------- | ------ | --------- |
| 1.      | 18 lutego | 1977 | Sainte-Croix | Indywidualnie K-90/15 km | ?               | -      | -         |

### Puchar Świata

#### Miejsca w klasyfikacji generalnej
- sezon 1983/1984: 15.

#### Miejsca na podium chronologicznie
| Nr | Data            | Miejscowość | Konkurencja         | Wynik zwycięzcy | Pozycja | Strata    | Zwycięzca                  |
| -- | --------------- | ----------- | ------------------- | --------------- | ------- | --------- | -------------------------- |
| 1. | 17 grudnia 1983 | Seefeld     | Gundersen K90/15 km | 421.30 pkt      | 3.      | -9.13 pkt | Andreas Langer Kerry Lynch |